# Heksagram
Heksagram (angleško hexagram) je šesterokraka zvezda, simetrična in pravilnih oblik, imenovana tudi Davidova zvezda, ki je tradicionalni židovski simbol.